# Hilary Saag
Hilary Saag, także Sak, imię chrzestne Antoni (ur. 21 czerwca 1703 w Olsztynie koło Częstochowy, zm. 23 marca 1754 w Szczucinie Mazowieckim) – polski kompozytor, śpiewak, pedagog, pijar.
Śluby zakonne złożył 19 marca 1730. Był nauczycielem filozofii, teologii oraz składni w kolegiach pijarskich w Wieluniu, Piotrkowie, Radziejowie, Radomiu i Szczucinie Mazowieckim; w Radziejowie pełnił funkcję wicesuperiora.
Był twórcą najstarszej polskiej symfonii – Symphonia ex D. Vesperae (powstała prawdopodobnie przed 1743 w Wieluniu); symfonia, podobnie jak inne utwory Saaga, nie zachowała się, wspominana jest jedynie w inwentarzach wieluńskich.